# Servire
Servire is een Nederlandse uitgeverij voor spirituele boeken die in 1921 werd opgericht. Tegenwoordig geeft Servire nog steeds boeken over spiritualiteit en persoonlijke groei uit, tegenwoordig onder de vleugels van Kosmos Uitgevers en NDC VBK.

## Geschiedenis
Uitgeverij Servire werd in 1921 opgericht door de socialist en vrijdenker Carolus Verhulst. Door auteurs als Khalil Gibran, Jiddu Krishnamurti, Bertrand Russell en later ook Zia Inayat Khan aan zijn uitgeverij te binden, zette hij een breed spiritueel fonds op dat zich niet alleen richtte op spiritualiteit, maar ook op oosterse wijsheid en persoonlijke groei. Een van de bekendste werken van Servire is Servire's encyclopaedie, die uitgegeven werd tussen 1942 en 1957.

## Auteurs
Al vanaf het begin gaf Servire veel vertaald werk van grote buitenlandse namen uit. Die traditie is voortgezet, waardoor tegenwoordig auteurs als Carlos Castaneda, Deepak Chopra, Sogyal Rinpoche, Helen Palmer en Gary Zukav publiceren bij Servire. Daarnaast geeft Servire ook auteurs van Nederlandse bodem uit, zoals Joanna Kortink, Johan Schaberg, Rolph Pagano en Daniel Ofman.